# Sedlec (ort i Tjeckien, Ústí nad Labem)
Sedlec är en ort i Tjeckien.   Den ligger i regionen Ústí nad Labem, i den nordvästra delen av landet, 50 km nordväst om huvudstaden Prag. Sedlec ligger 202 meter över havet och antalet invånare är 180.
Terrängen runt Sedlec är platt åt sydost, men åt nordväst är den kuperad. Runt Sedlec är det ganska tätbefolkat, med 56 invånare per kvadratkilometer. Närmaste större samhälle är Litoměřice, 12,3 km nordost om Sedlec. Trakten runt Sedlec består till största delen av jordbruksmark.